# Carinodes fastidiosissimus
Carinodes fastidiosissimus là một loài tò vò trong họ Ichneumonidae.